# Liga Narodów CONCACAF 2024/2025
Ten artykuł dotyczy trwającego lub niedawnego wydarzenia sportowego. Informacje w nim zamieszczone mogą się zmienić lub zdezaktualizować wraz z postępem zdarzenia. Początkowe doniesienia, wyniki lub statystyki mogą być niepewne. Ostatnie aktualizacje do tego artykułu mogą nie odzwierciedlać najbardziej aktualnych informacji.
Liga Narodów CONCACAF 2024/25 – czwarta edycja rozgrywek Ligi Narodów CONCACAF, która odbywała się od września 2024 do marca 2025. Wzięły w niej udział męskie reprezentacje seniorskie wszystkich 41 federacji krajowych zrzeszonych w CONCACAF. Tytułu broniła reprezentacja Stanów Zjednoczonych. Rozgrywki po raz pierwszy w historii wygrał Meksyk. Drugie miejsce zajęła Panama, a trzecie Kanada.
Zawody wyłoniły część drużyn zakwalifikowanych na Złoty Puchar CONCACAF 2025.

## Zasady
Turniej jest drugą edycją po reformie rozgrywek. W dywizji A zagra 16 zespołów. 4 najwyżej rozstawione w rankingu FIFA (Meksyk, Stany Zjednoczone, Panama i Kanada) zacznie udział od ćwierćfinałów. Pozostałe 12 zostanie podzielonych na dwie sześciozespołowe grupy. Każda z grup zostanie rozegrana w systemie szwajcarskim, więc każdy zespół rozegra cztery mecze z ustalonymi (nie wszystkimi) rywalami. Dwie najlepsze drużyny z każdej grup awansują do ćwierćfinałów. Następnie zwycięzcy dwumeczów kwalifikują się do turnieju finałowego o identycznych zasadach, jak w poprzednich edycjach. Dwa najsłabsze zespoły z grup spadają do dywizji B. W tej dywizji zagra 16 reprezentacji. Zostaną podzielone na cztery czterozespołowe grupy. Zwycięzcy awansują do dywizji A, a ostatnie zespoły każdej z grup spadają do niższej ligi. W dywizji C wystąpi 9 drużyn. Utworzą one trzy trzyzespołowe grupy. Do dywizji B awansują zwycięzcy grup oraz najlepsza drużyna z drugiego miejsca.
Podczas turnieju zostali wyłonieni uczestnicy Złotego Pucharu CONCACAF 2025. Z dywizji A zwycięzcy ćwierćfinałów wywalczyli awans bezpośredni. W dywizji B kwalifikują się zwycięzcy grup. Część drużyn nie awansuje bezpośrednio, lecz trafi do rundy eliminacyjnej. Tam zagrają przegrani ćwierćfinałów, drużyny z 3. i 4. miejsca swoich grup z dywizji A oraz dwa najlepsze zespoły, które zajęły 2. miejsce w swoich grupach w dywizji B. Wygrani grup dywizji C (wraz z najlepszą drugą drużyną) oraz zespoły, które zajęły 5. i 6. miejsca w grupach dywizji A trafią do baraży. Ich zwycięzcy również zagrają w rundzie eliminacyjnej.

## Drużyny uczestniczące i ich podział
| K. | Drużyna           | Współ. | Ran. |
| -- | ----------------- | ------ | ---- |
| ĆF | Meksyk            | 1 907  | 1    |
| ĆF | Stany Zjednoczone | 1 839  | 2    |
| ĆF | Panama            | 1 737  | 3    |
| ĆF | Kanada            | 1 710  | 4    |
| 1  | Jamajka           | 1 677  | 5    |
| 1  | Kostaryka         | 1 621  | 6    |
| 2  | Honduras          | 1 431  | 7    |
| 2  | Gwatemala         | 1 395  | 9    |
| 3  | Trynidad i Tobago | 1 344  | 10   |
| 3  | Martynika         | 1 322  | 11   |
| 4  | Kuba              | 1 158  | 13   |
| 4  | Gwadelupa         | 1 119  | 15   |
| 5  | Nikaragua         | 1 112  | 16   |
| 5  | Surinam           | 1 070  | 17   |
| 6  | Gujana Francuska  | 1 058  | 18   |
| 6  | Gujana            | 1 054  | 19   |

| K. | Drużyna                   | Współ. | Ran. |
| -- | ------------------------- | ------ | ---- |
| 1  | Haiti                     | 1 409  | 8    |
| 1  | Salwador                  | 1 230  | 12   |
| 1  | Curaçao                   | 1 134  | 14   |
| 1  | Dominikana                | 933    | 20   |
| 2  | Bermudy                   | 854    | 21   |
| 2  | Portoryko                 | 849    | 22   |
| 2  | Montserrat                | 815    | 23   |
| 2  | Saint Lucia               | 798    | 24   |
| 3  | Grenada                   | 774    | 26   |
| 3  | Saint Vincent i Grenadyny | 769    | 27   |
| 3  | Antigua i Barbuda         | 768    | 28   |
| 3  | Aruba                     | 641    | 30   |
| 4  | Dominika                  | 638    | 31   |
| 4  | Bonaire                   | 590    | 32   |
| 4  | Saint-Martin              | 522    | 34   |
| 4  | Sint Maarten              | 487    | 35   |

| K. | Drużyna                              | Współ. | Ran. |
| -- | ------------------------------------ | ------ | ---- |
| 1  | Saint Kitts i Nevis                  | 779    | 25   |
| 1  | Belize                               | 737    | 29   |
| 1  | Barbados                             | 558    | 33   |
| 2  | Bahamy                               | 479    | 36   |
| 2  | Kajmany                              | 393    | 37   |
| 2  | Turks i Caicos                       | 324    | 38   |
| 3  | Brytyjskie Wyspy Dziewicze           | 207    | 39   |
| 3  | Wyspy Dziewicze Stanów Zjednoczonych | 155    | 40   |
| 3  | Anguilla                             | 150    | 41   |

## Dywizja A

### Grupa A
| Lp. | Drużyna   | M | Mecze | Mecze | Mecze | Bramki | Bramki | Bramki | Pkt |
| Lp. | Drużyna   | M | W     | R     | P     | +      | −      | +/−    | Pkt |
| --- | --------- | - | ----- | ----- | ----- | ------ | ------ | ------ | --- |
| 1.  | Kostaryka | 4 | 2     | 2     | 0     | 7      | 1      | +6     | 8   |
| 2.  | Surinam   | 4 | 2     | 1     | 1     | 9      | 4      | +5     | 7   |
| 3.  | Gwatemala | 4 | 2     | 1     | 1     | 6      | 5      | +1     | 7   |
| 4.  | Martynika | 4 | 1     | 2     | 1     | 4      | 5      | −1     | 5   |
| 5.  | Gwadelupa | 4 | 1     | 1     | 2     | 1      | 4      | −3     | 4   |
| 6.  | Gujana    | 4 | 0     | 1     | 3     | 5      | 13     | −8     | 1   |

| 5 września 2024 | Gujana           | 1:3   | Surinam                                       |                                                                       |
| 22:00 CEST      | Glasgow 43' (k.) | (1:1) | 18' van der Kust · 66' Montnor · 83' Misidjan | Synthetic Track and Field Facility, Leonora Sędzia: Christopher Mason |

| 6 września 2024 | Kostaryka                               | 3:0   | Gwadelupa |                                                 |
| 02:00 CEST      | Calvo 50' · Lassiter 77' · Madrigal 80' | (0:0) |           | Stadion Narodowy, San José Sędzia: Katia García |

| 6 września 2024 | Gwatemala                                  | 3:1   | Martynika |                                                               |
| 04:00 CEST      | Rubín 3' · Pinto 61' (k.) · Martínez 90+5' | (1:0) | 51' Appin | Estadio Doroteo Guamuch Flores, Gwatemala Sędzia: José Torres |

| 9 września 2024 | Gwadelupa   | 1:0   | Surinam |                                                |
| 22:00 CEST      | Leborge 67' | (0:0) |         | Stade Roger Zami, Le Gosier Sędzia: Reon Radix |

| 9 września 2024 | Martynika                 | 2:2   | Gujana         |                                                                   |
| 22:00 CEST      | Lebeau 45+2' · Varane 86' | (1:2) | 14', 24' Jones | Stade d’Honneur de Dillon, Fort-de-France Sędzia: Kwinsi Williams |

| 10 września 2024 | Gwatemala | 0:0   | Kostaryka |                                                                   |
| 04:00 CEST       |           | (0:0) |           | Estadio Doroteo Guamuch Flores, Gwatemala Sędzia: Daniel Quintero |

| 11 października 2024 | Gwadelupa | 0:1   | Martynika  |                                                  |
| 22:00 CEST           |           | (0:0) | 86' Lebeau | Stade Roger Zami, Le Gosier Sędzia: Selvin Brown |

| 12 października 2024 | Surinam     | 1:1   | Kostaryka   |                                                                    |
| 00:00 CEST           | Vlijter 34' | (1:1) | 12' Alcócer | Dr. Ir. Franklin Essed Stadion, Paramaribo Sędzia: Adonai Escobedo |

| 12 października 2024 | Gujana           | 1:3   | Gwatemala                         |                                                                    |
| 03:00 CEST           | Duke-McKenna 31' | (1:1) | 17', 68' Santis · 61' Castellanos | Synthetic Track and Field Facility, Leonora Sędzia: Ismael Cornejo |

| 16 października 2024 | Kostaryka                               | 3:0   | Gwatemala |                                                     |
| 02:00 CEST           | Madrigal 9' · K. Vargas 38' · Calvo 72' | (2:0) |           | Stadion Narodowy, San José Sędzia: Joseph Dickerson |

| 16 października 2024 | Martynika | 0:0   | Gwadelupa |                                                                       |
| 02:00 CEST           |           | (0:0) |           | Stade d’Honneur de Dillon, Fort-de-France Sędzia: Pierre Luc Lauziere |

| 16 października 2024 | Surinam                                                 | 5:1   | Gujana       |                                                                  |
| 02:00 CEST           | Becker 3', 10' · Misidjan 33' · Jubitana 51' · Haps 69' | (3:1) | 13' J. Jones | Dr. Ir. Franklin Essed Stadion, Paramaribo Sędzia: Steffon Dewar |

### Grupa B
| Lp. | Drużyna           | M | Mecze | Mecze | Mecze | Bramki | Bramki | Bramki | Pkt |
| Lp. | Drużyna           | M | W     | R     | P     | +      | −      | +/−    | Pkt |
| --- | ----------------- | - | ----- | ----- | ----- | ------ | ------ | ------ | --- |
| 1.  | Jamajka           | 4 | 2     | 2     | 0     | 4      | 1      | +3     | 8   |
| 2.  | Honduras          | 4 | 2     | 1     | 1     | 8      | 4      | +4     | 7   |
| 3.  | Nikaragua         | 4 | 2     | 1     | 1     | 5      | 5      | 0      | 7   |
| 4.  | Trynidad i Tobago | 4 | 1     | 2     | 1     | 5      | 7      | −2     | 5   |
| 5.  | Kuba              | 4 | 0     | 3     | 1     | 4      | 6      | −2     | 3   |
| 6.  | Gujana Francuska  | 4 | 0     | 1     | 3     | 4      | 7      | −3     | 1   |

| 6 września 2024 | Gujana Francuska | 0:1   | Nikaragua      |                                                                     |
| 21:00 CEST      |                  | (0:0) | 90+7' Talavera | Stade Municipal Dr. Edmard Lama, Remire-Montjoly Sędzia: Julio Luna |

| 7 września 2024 | Jamajka | 0:0   | Kuba |                                                        |
| 02:00 CEST      |         | (0:0) |      | Independence Park, Kingston Sędzia: Filiberto Martínez |

| 7 września 2024 | Honduras                                                | 4:0   | Trynidad i Tobago |                                                                |
| 04:00 CEST      | A. López 39' · Arriaga 45+2' · Rodríguez 54' · Ruíz 86' | (2:0) |                   | Estadio Nacional Chelato Uclés, Tegucigalpa Sędzia: Tori Penso |

| 10 września 2024 | Kuba            | 1:1   | Nikaragua      |                                                                     |
| 22:00 CEST       | Espino 42' (k.) | (1:0) | 90+7' Talavera | Estadio Antonio Maceo, Santiago de Cuba Sędzia: Pierre-Luc Lauzière |

| 11 września 2024 | Trynidad i Tobago | 0:0   | Gujana Francuska |                                                           |
| 01:00 CEST       |                   | (0:0) |                  | Dwight Yorke Stadium, Scarborough Sędzia: Adonis Carrasco |

| 11 września 2024 | Honduras | 1:2   | Jamajka                                 |                                                                    |
| 04:00 CEST       | Ruíz 50' | (0:0) | 49' (sam.) Maldonado · 76' (k.) Antonio | Estadio Nacional Chelato Uclés, Tegucigalpa Sędzia: Víctor Cáceres |

| 10 października 2024 | Gujana Francuska        | 2:3   | Honduras                                 |                                                                        |
| 21:30 CEST           | Galas 56' · Haabo 90+3' | (0:1) | 45+1' Lozano · 67' Flores · 74' Benguché | Stade Municipal Dr. Edmard Lama, Remire-Montjoly Sędzia: Lukasz Szpala |

| 10 października 2024 | Kuba                         | 2:2   | Trynidad i Tobago        |                                                              |
| 22:00 CEST           | Rodríguez 64' · Casanova 75' | (0:1) | 8' Bateau · 70' J. Jones | Estadio Antonio Maceo, Santiago de Cuba Sędzia: Sergio Reyna |

| 11 października 2024 | Nikaragua | 0:2   | Jamajka                           |                                                           |
| 04:00 CEST           |           | (0:1) | 30' (sam.) Quijano · 69' Williams | Estadio Nacional de Fútbol, Managua Sędzia: Mario Escobar |

| 15 października 2024 | Jamajka | 0:0   | Honduras |                                                        |
| 03:00 CEST           |         | (0:0) |          | Independence Park, Kingston Sędzia: Armando Villarreal |

| 15 października 2024 | Trynidad i Tobago                     | 3:1   | Kuba      |                                                   |
| 03:00 CEST           | Gilbert 13' · J. Jones 28' · Gill 65' | (2:0) | 62' Matos | Dwight Yorke Stadium, Bacolet Sędzia: Bryan López |

| 15 października 2024 | Nikaragua                             | 3:2   | Gujana Francuska         |                                                         |
| 03:00 CEST           | Moreno 54' · Barrera 79' · Fletes 84' | (0:1) | 16' Lu. Baal · 62' Haabo | Estadio Nacional de Fútbol, Managua Sędzia: Iván Barton |

### Ćwierćfinały
Na tym etapie do drużyn, które uzyskały awans w fazie grupowej, dołączają 4 najwyżej rozstawione drużyny w rankingu CONCACAF. Drużyny rozstawione wyznaczono na podstawie rankingu sprzed startu rozgrywek. Zespoły z poprzedniej rundy zostaną sklasyfikowane w tabeli w kolejności: zwycięzca grupy z lepszym bilansem, zwycięzca grupy z gorszym bilansem, drugi zespół grupy z lepszym bilansem oraz drugi zespół grupy z gorszym bilansem. Pierwszy zespół tejże tabeli gra z najniżej rozstawioną (czwartą) drużyną z rankingu, druga drużyna z trzecią rozstawioną, trzeci zespół z drugim rozstawionym i najgorszy zespół awansujący z poprzedniej rundy z najwyżej rozstawioną drużyną w rankingu.
Zwycięzcy ćwierćfinałów awansują do turnieju finałowego oraz na Złoty Puchar CONCACAF 2025. Przegrani zagrają w eliminacjach do Złotego Pucharu CONCACAF.
| Mjs. | Drużyna           | Współ. | Ran. |
| ---- | ----------------- | ------ | ---- |
| 1.   | Meksyk            | 1 900  | 1    |
| 2.   | Kanada            | 1 807  | 2    |
| 3.   | Stany Zjednoczone | 1 776  | 3    |
| 4.   | Panama            | 1 730  | 4    |

| Mjs. | Drużyna   | Gr. | Pkt. | +/- | + |
| ---- | --------- | --- | ---- | --- | - |
| 1.   | Kostaryka | A   | 8    | +6  | 7 |
| 2.   | Jamajka   | B   | 8    | +3  | 4 |
| 3.   | Surinam   | A   | 7    | +5  | 9 |
| 4.   | Honduras  | B   | 7    | +4  | 8 |

Mecze
| 15 listopada 2024 03:00 CET | Kostaryka | 0:1(0:0)Raport | Panama · 66' (k.) Fajardo | Stadion Narodowy, San José Sędzia: Said Martínez |
|                             |           |                |                           |                                                  |

| 19 listopada 2024 03:00 CET | Panama · Blackman 14' · J. L. Rodríguez 45+3' | 2:2(2:1)Raport | Kostaryka · 24' Bran · 73' Martínez | Estadio Rommel Fernández, Panama Sędzia: César Arturo Ramos |
|                             |                                               |                |                                     |                                                             |

- Panama wygrała w dwumeczu 3−2 i awansowała do turnieju finałowego oraz na Złoty Puchar CONCACAF 2025.  Kostaryka zagra w eliminacjach do Złotego Pucharu.

| 15 listopada 2024 02:00 CET | Jamajka | 0:1(0:1)Raport | Stany Zjednoczone · 5' Pepi | Independence Park, Kingston Sędzia: Juan Gabriel Calderón |
|                             |         |                |                             |                                                           |

| 19 listopada 2024 02:00 CET | Stany Zjednoczone · Pulisic 14' · Bernard 33' (sam.) · Pepi 42' · Weah 56' | 4:2(3:0)Raport | Jamajka · 53', 68' D. Gray | CityPark, Saint Louis Sędzia: Mario Escobar |
|                             |                                                                            |                |                            |                                             |

- Stany Zjednoczone wygrały w dwumeczu 5−2 i awansowały do turnieju finałowego oraz na Złoty Puchar CONCACAF 2025.  Jamajka zagra w eliminacjach do Złotego Pucharu.

| 16 listopada 2024 00:30 CET | Surinam | 0:1(0:0)Raport | Kanada · 82' Hoilett | Dr. Ir. Franklin Essed Stadion, Paramaribo Sędzia: Oshane Nation |
|                             |         |                |                      |                                                                  |

| 20 listopada 2024 01:30 CET | Kanada · David 20' · Shaffelburg 30', 67' | 3:0(2:0)Raport | Surinam | BMO Field, Toronto Sędzia: Katia Itzel García |
|                             |                                           |                |         |                                               |

- Kanada wygrała w dwumeczu 4−0 i awansowała do turnieju finałowego oraz na Złoty Puchar CONCACAF 2025.  Surinam zagra w eliminacjach do Złotego Pucharu.

| 16 listopada 2024 03:00 CET | Honduras · Palma 64', 83' | 2:0(0:0)Raport | Meksyk | Estadio General Francisco Morazán, San Pedro Sula Sędzia: Walter López Castellanos |
|                             |                           |                |        |                                                                                    |

| 20 listopada 2024 03:30 CET | Meksyk · Jiménez 42' · Martín 72', 90+4' (k.) · J. Sánchez 85' | 4:0(1:0)Raport | Honduras | Estadio Nemesio Díez, Toluca Sędzia: Drew Fischer |
|                             |                                                                |                |          |                                                   |

- Meksyk wygrał w dwumeczu 4−2 i awansował do turnieju finałowego oraz na Złoty Puchar CONCACAF 2025.  Honduras zagra w eliminacjach do Złotego Pucharu.

## Turniej finałowy
Turniej finałowy odbędzie się w dniach 20–23 marca 2025. Wszystkie mecze rozgrywane będą na stadionie SoFi Stadium w Inglewood.

### Klasyfikacja drużyn
Zwycięzcy ćwierćfinałów zostali sklasyfikowani na podstawie meczów jedynie w ćwierćfinałach. O wyborze przeciwnika w półfinale turnieju finałowego Ligi Narodów decyduje kolejność w klasyfikacji drużyn. Najlepszy zespół zmierzy się z czwartą drużyną, natomiast drużyna z drugiego miejsca z drużyną z trzeciego miejsca.
| Zespół            | Pkt | M | W | R | P | Br+ | Br− | +/− |
| ----------------- | --- | - | - | - | - | --- | --- | --- |
| Kanada            | 6   | 2 | 2 | 0 | 0 | 4   | 0   | +4  |
| Stany Zjednoczone | 6   | 2 | 2 | 0 | 0 | 5   | 2   | +3  |
| Panama            | 4   | 2 | 1 | 1 | 0 | 3   | 2   | +1  |
| Meksyk            | 3   | 2 | 1 | 0 | 1 | 4   | 2   | +2  |

### Drabinka
|  |                     |                   |           |                     |   |        |        |       |
|  | Półfinały           | Półfinały         | Półfinały |                     |   | Finał  | Finał  | Finał |
|  | Półfinały           | Półfinały         | Półfinały |                     |   | Finał  | Finał  | Finał |
|  | 20 marca, Inglewood |                   |           |                     |   |        |        |       |
|  |                     |                   |           |                     |   |        |        |       |
|  | Kanada              | Kanada            | 0         |                     |   |        |        |       |
|  | Kanada              | Kanada            | 0         | 23 marca, Inglewood |   |        |        |       |
|  | Meksyk              | Meksyk            | 2         |                     |   |        |        |       |
|  | Meksyk              | Meksyk            | 2         |                     |   | Meksyk | Meksyk | 2     |
|  | 20 marca, Inglewood |                   |           |                     |   | Meksyk | Meksyk | 2     |
|  |                     |                   | Panama    | Panama              | 1 |        |        |       |
|  | Stany Zjednoczone   | Stany Zjednoczone | Panama    | Panama              | 1 | 0      |        |       |
|  | Stany Zjednoczone   | Stany Zjednoczone |           |                     |   |        |        |       |
|  | Panama              | Panama            | 1         |                     |   |        |        |       |
|  | Panama              | Panama            | 1         | Mecz o 3. miejsce   |   |        |        |       |
|  |                     |                   |           |                     |   |        |        |       |
|  | 23 marca, Inglewood |                   |           |                     |   |        |        |       |
|  |                     |                   |           |                     |   |        |        |       |
|  | Kanada              | Kanada            | 2         |                     |   |        |        |       |
|  | Kanada              | Kanada            | 2         |                     |   |        |        |       |
|  | Stany Zjednoczone   | Stany Zjednoczone | 1         |                     |   |        |        |       |
|  | Stany Zjednoczone   | Stany Zjednoczone | 1         |                     |   |        |        |       |

### Półfinały
| 21 marca 2025 00:00 CET | Stany Zjednoczone | 0:1(0:0)Raport | Panama · 90+4' Waterman | SoFi Stadium, Inglewood Sędzia: Oshane Nation |
|                         |                   |                |                         |                                               |

| 21 marca 2025 03:30 CET | Kanada | 0:2(0:1)Raport | Meksyk · 1', 75' Jiménez | SoFi Stadium, Inglewood Sędzia: Said Martínez |
|                         |        |                |                          |                                               |

### Mecz o trzecie miejsce
| 23 marca 2025 23:00 CET | Kanada · Oluwaseyi 27' · David 59' | 2:1(1:1)Raport | Stany Zjednoczone · 35' Agyemang | SoFi Stadium, Inglewood Sędzia: Katia Itzel García |
|                         |                                    |                |                                  |                                                    |

### Finał
| 24 marca 2025 02:30 CET | Meksyk · Jiménez 8', 90+1' (k.) | 2:1(1:1)Raport | Panama · 45+2' (k.) Carrasquilla | SoFi Stadium, Inglewood Sędzia: Mario Escobar |
|                         |                                 |                |                                  |                                               |

## Dywizja B

### Grupa A
| Lp. | Drużyna                   | M | Mecze | Mecze | Mecze | Bramki | Bramki | Bramki | Pkt |
| Lp. | Drużyna                   | M | W     | R     | P     | +      | −      | +/−    | Pkt |
| --- | ------------------------- | - | ----- | ----- | ----- | ------ | ------ | ------ | --- |
| 1.  | Salwador                  | 6 | 5     | 0     | 1     | 12     | 6      | +6     | 15  |
| 2.  | Saint Vincent i Grenadyny | 6 | 4     | 1     | 1     | 12     | 7      | +5     | 13  |
| 3.  | Bonaire                   | 6 | 1     | 1     | 4     | 4      | 8      | −4     | 4   |
| 4.  | Montserrat                | 6 | 1     | 0     | 5     | 3      | 10     | −7     | 3   |

| 5 września 2024 | Montserrat | 1:4   | Salwador                                                         |                                                                    |
| 22:00 CEST      | Barzey 28' | (1:1) | 9' Landavarde · 63' Mauricio · 68' Benítez · 84' (k.) Santamaría | Stadion Antonio Trenidat, Rincon (Bonaire) Sędzia: Benjamín Pineda |

| 6 września 2024 | Bonaire   | 1:1   | Saint Vincent i Grenadyny |                                                                |
| 03:00 CEST      | Hoeve 36' | (1:1) | 39' Pierre                | Stadion Antonio Trenidat, Rincon (Bonaire) Sędzia: Jon Freemon |

| 8 września 2024 | Saint Vincent i Grenadyny | 2:0   | Montserrat |                                                                   |
| 22:00 CEST      | Stewart 15' · Spring 88'  | (1:0) |            | Stadion Antonio Trenidat, Rincon (Bonaire) Sędzia: Rubiel Vázquez |

| 9 września 2024 | Salwador                          | 2:1   | Bonaire             |                                                                    |
| 03:00 CEST      | Hoeve 45+3' (sam.) · Mauricio 60' | (1:0) | 90+1' van der Sande | Stadion Antonio Trenidat, Rincon (Bonaire) Sędzia: Steven Madrigal |

| 10 października 2024 | Bonaire | 0:1   | Montserrat      |                                                                                 |
| 22:00 CEST           |         | (0:0) | 49' (k.) Taylor | Arnos Vale Stadium, Kingstown (Saint Vincent i Grenadyny) Sędzia: Hakeem Harvey |

| 11 października 2024 | Saint Vincent i Grenadyny | 2:3   | Salwador                               |                                                                                 |
| 03:00 CEST           | John 43' · Adams 63'      | (1:1) | 20' Vásquez · 70' Ortiz · 87' Castillo | Arnos Vale Stadium, Kingstown (Saint Vincent i Grenadyny) Sędzia: Oshane Nation |

| 13 października 2024 | Montserrat | 0:1   | Bonaire     |                                                                                        |
| 21:00 CEST           |            | (0:1) | 29' Cicilia | Arnos Vale Stadium, Kingstown (Saint Vincent i Grenadyny) Sędzia: Khamal Harding-Hodge |

| 14 października 2024 | Salwador   | 1:2   | Saint Vincent i Grenadyny |                                                                                   |
| 02:00 CEST           | Clavel 71' | (0:1) | 37' Adams · 88' Spring    | Arnos Vale Stadium, Kingstown (Saint Vincent i Grenadyny) Sędzia: Tristley Bassue |

| 14 listopada 2024 | Montserrat  | 1:2   | Saint Vincent i Grenadyny     |                                                                |
| 21:00 CET         | Daniels 88' | (0:1) | 42' Pierre · 86' (k.) Stewart | Estadio Cuscatlán, San Salvador (Salwador) Sędzia: Jorge Leira |

| 15 listopada 2024 | Bonaire | 0:1   | Salwador    |                                                                    |
| 02:00 CET         |         | (0:0) | 83' Vásquez | Estadio Cuscatlán, San Salvador (Salwador) Sędzia: Steven Madrigal |

| 17 listopada 2024 | Saint Vincent i Grenadyny     | 3:1   | Bonaire          |                                                                |
| 21:00 CET         | Spring 19', 82' · Edwards 67' | (1:0) | 75' (sam.) Yorke | Estadio Cuscatlán, San Salvador (Salwador) Sędzia: José Torres |

| 18 listopada 2024 | Salwador  | 1:0   | Montserrat |                                                                 |
| 02:00 CET         | Tejada 9' | (1:0) |            | Estadio Cuscatlán, San Salvador (Salwador) Sędzia: Sergio Reyna |

### Grupa B
| Lp. | Drużyna      | M | Mecze | Mecze | Mecze | Bramki | Bramki | Bramki | Pkt |
| Lp. | Drużyna      | M | W     | R     | P     | +      | −      | +/−    | Pkt |
| --- | ------------ | - | ----- | ----- | ----- | ------ | ------ | ------ | --- |
| 1.  | Curaçao      | 6 | 4     | 1     | 1     | 15     | 3      | +12    | 13  |
| 2.  | Saint Lucia  | 6 | 3     | 0     | 3     | 7      | 15     | −8     | 9   |
| 3.  | Grenada      | 6 | 2     | 1     | 3     | 7      | 6      | +1     | 7   |
| 4.  | Saint-Martin | 6 | 2     | 0     | 4     | 8      | 13     | −5     | 6   |

| 6 września 2024 | Saint Lucia              | 2:1   | Curaçao    |                                                                                  |
| 23:00 CEST      | Jude-Boyd 24' · Elva 55' | (1:0) | 63' Brenet | Kirani James Athletic Stadium, Saint George’s (Grenada) Sędzia: Ken Pennyfeather |

| 7 września 2024 | Saint-Martin | 0:2   | Grenada                     |                                                                             |
| 02:00 CEST      |              | (0:2) | 5' Akins · 38' Charles-Cook | Kirani James Athletic Stadium, Saint George’s (Grenada) Sędzia: David Gómez |

| 9 września 2024 | Curaçao                                                       | 4:0   | Saint-Martin |                                                                               |
| 23:00 CEST      | J. Bacuna 10' · Kastaneer 13' · L. Bacuna 48' · Zimmerman 65' | (2:0) |              | Kirani James Athletic Stadium, Saint George’s (Grenada) Sędzia: José Corporán |

| 10 września 2024 | Grenada   | 1:2   | Saint Lucia                      |                                                                              |
| 02:00 CEST       | Akins 51' | (0:2) | 13' Forino-Joseph · 21' Baptiste | Kirani James Athletic Stadium, Saint George’s (Grenada) Sędzia: Josué Ugalde |

| 11 października 2024 | Grenada | 0:0   | Curaçao |                                                                 |
| 23:00 CEST           |         | (0:0) |         | Beausejour Stadium, Gros Islet (Saint Lucia) Sędzia: Jon Freemo |

| 12 października 2024 | Saint-Martin | 1:2   | Saint Lucia   |                                                                      |
| 02:00 CEST           | Raga 30'     | (1:0) | 76', 90' Elva | Beausejour Stadium, Gros Islet (Saint Lucia) Sędzia: Odette Hamilton |

| 14 października 2024 | Curaçao       | 1:0   | Grenada |                                                                        |
| 22:00 CEST           | J. Bacuna 30' | (1:0) |         | Beausejour Stadium, Gros Islet (Saint Lucia) Sędzia: Christopher Mason |

| 15 października 2024 | Saint Lucia | 0:4   | Saint-Martin                                  |                                                                    |
| 01:00 CEST           |             | (0:3) | 8' (k.), 45+2' Lebon · 26' Barakat · 62' Arne | Beausejour Stadium, Gros Islet (Saint Lucia) Sędzia: Michael Venne |

| 15 listopada 2024 | Saint Lucia | 0:4   | Grenada                                                           |                                                                  |
| 21:00 CET         |             | (0:0) | 50' Francis · 56' Re. Charles-Cook · 76' Williams · 86' Hippolyte | Ergilio Hato Stadium, Willemstad (Curaçao) Sędzia: Shavin Greene |

| 16 listopada 2024 | Saint-Martin | 0:5   | Curaçao                                            |                                                                 |
| 00:00 CET         |              | (0:2) | 24', 34', 54', 80' Margaritha · 78' (k.) J. Bacuna | Ergilio Hato Stadium, Willemstad (Curaçao) Sędzia: Félix Mojica |

| 18 listopada 2024 | Grenada | 0:3   | Saint-Martin                 |                                                                  |
| 21:00 CET         |         | (0:1) | 39' Denis · 87', 90+3' Lebon | Ergilio Hato Stadium, Willemstad (Curaçao) Sędzia: José Corporán |

| 19 listopada 2024 | Curaçao                                 | 4:1   | Saint Lucia |                                                                       |
| 00:00 CET         | Kastaneer 27', 30' · J. Bacuna 73', 79' | (2:1) | 29' Charles | Ergilio Hato Stadium, Willemstad (Curaçao) Sędzia: Fernando Hernández |

### Grupa C
| Lp. | Drużyna      | M | Mecze | Mecze | Mecze | Bramki | Bramki | Bramki | Pkt |
| Lp. | Drużyna      | M | W     | R     | P     | +      | −      | +/−    | Pkt |
| --- | ------------ | - | ----- | ----- | ----- | ------ | ------ | ------ | --- |
| 1.  | Haiti        | 6 | 6     | 0     | 0     | 29     | 5      | +24    | 18  |
| 2.  | Portoryko    | 6 | 3     | 0     | 3     | 11     | 12     | −1     | 9   |
| 3.  | Sint Maarten | 6 | 3     | 0     | 3     | 7      | 18     | −11    | 9   |
| 4.  | Aruba        | 6 | 0     | 0     | 6     | 5      | 17     | −12    | 0   |

| 6 września 2024 | Sint Maarten              | 2:0   | Aruba |                                                                        |
| 23:00 CEST      | Lake 81' · Olivacce 90+3' | (0:0) |       | Mayagüez Athletics Stadium, Mayagüez (Portoryko) Sędzia: Hakeem Harvey |

| 7 września 2024 | Portoryko   | 1:4   | Haiti                                                        |                                                                      |
| 02:00 CEST      | G. Díaz 29' | (1:0) | 51' Jean Jacques · 60' Pierrot · 76' Don Deedson · 83' Nazon | Mayagüez Athletics Stadium, Mayagüez (Portoryko) Sędzia: Filip Dujic |

| 9 września 2024 | Haiti                                              | 6:0   | Sint Maarten |                                                                              |
| 23:00 CEST      | Attys 40' · Nazon 59', 75', 82' · Cantave 77', 85' | (1:0) |              | Mayagüez Athletics Stadium, Mayagüez (Portoryko) Sędzia: Carly Shaw-MacLaren |

| 10 września 2024 | Aruba | 0:1   | Portoryko     |                                                                       |
| 02:00 CEST       |       | (0:1) | 73' Antonetti | Mayagüez Athletics Stadium, Mayagüez (Portoryko) Sędzia: Kimbell Ward |

| 11 października 2024 | Sint Maarten                        | 3:2   | Portoryko                |                                                              |
| 22:00 CEST           | Amatkarijo 44', 85' (k.) · Kort 49' | (1:1) | 2' Sulia · 90+5' A. Díaz | Trinidad Stadium, Oranjestad (Aruba) Sędzia: Benjamín Pineda |

| 12 października 2024 | Aruba            | 1:3   | Haiti                             |                                                              |
| 02:00 CEST           | Perret Gentil 6' | (1:2) | 30' Pierrot · 38' (k.), 61' Nazon | Trinidad Stadium, Oranjestad (Aruba) Sędzia: Kwinsi Williams |

| 14 października 2024 | Portoryko                     | 2:1   | Sint Maarten  |                                                           |
| 22:00 CEST           | G. Díaz 45' · Rivera 83' (k.) | (1:0) | 54' Christina | Trinidad Stadium, Oranjestad (Aruba) Sędzia: Moeth Gaymes |

| 15 października 2024 | Haiti                                                                                | 5:3   | Aruba                                  |                                                          |
| 02:00 CEST           | Jean Jacques 16' · Don Deedson 42' · Nazon 66' (k.) · Picault 79' · Pierrot 89' (k.) | (2:2) | 14' (k.), 20' Ostiana · 78' Kruydenhof | Trinidad Stadium, Oranjestad (Aruba) Sędzia: David Gómez |

| 15 listopada 2024 | Sint Maarten | 0:8   | Haiti                                                                              |                                                                            |
| 22:00 CET         |              | (0:4) | 2' Attys · 14', 25', 52' Pierrot · 19' Lacroix · 49', 58' (k.) Nazon · 67' Prunier | Mayagüez Athletics Stadium, Mayagüez (Portoryko) Sędzia: Norberto da Silva |

| 16 listopada 2024 | Portoryko                                                        | 5:1   | Aruba       |                                                                          |
| 01:00 CET         | Rivera 8' · Hernandez 23' · Ríos 55' · Servania 62' · A.Díaz 81' | (2:1) | 22' Jiménez | Mayagüez Athletics Stadium, Mayagüez (Portoryko) Sędzia: Nicolas Wassouf |

| 18 listopada 2024 | Aruba | 0:1   | Sint Maarten |                                                                         |
| 22:00 CET         |       | (0:0) | 90' Illidge  | Mayagüez Athletics Stadium, Mayagüez (Portoryko) Sędzia: Fernando Morón |

| 19 listopada 2024 | Haiti                                     | 3:0   | Portoryko |                                                                      |
| 01:00 CET         | Attys 29' · Don Deedson 53' · Pierrot 70' | (1:0) |           | Mayagüez Athletics Stadium, Mayagüez (Portoryko) Sędzia: David Gómez |

### Grupa D
| Lp. | Drużyna           | M | Mecze | Mecze | Mecze | Bramki | Bramki | Bramki | Pkt |
| Lp. | Drużyna           | M | W     | R     | P     | +      | −      | +/−    | Pkt |
| --- | ----------------- | - | ----- | ----- | ----- | ------ | ------ | ------ | --- |
| 1.  | Dominikana        | 6 | 6     | 0     | 0     | 27     | 4      | +23    | 18  |
| 2.  | Bermudy           | 6 | 4     | 0     | 2     | 15     | 13     | +2     | 12  |
| 3.  | Dominika          | 6 | 1     | 1     | 4     | 6      | 18     | −12    | 4   |
| 4.  | Antigua i Barbuda | 6 | 0     | 1     | 5     | 2      | 15     | −13    | 1   |

| 7 września 2024 | Bermudy                  | 2:3   | Dominikana                              |                                                                         |
| 17:00 CEST      | Crichlow 17' · Lambe 51' | (1:1) | 35' Romero · 62' Mörschel · 84' Vásquez | ABFA Technical Center, Pigotts (Antigua i Barbuda) Sędzia: Sanchez Bass |

| 7 września 2024 | Dominika                  | 2:1   | Antigua i Barbuda |                                                                            |
| 22:00 CEST      | Bertrand 46' · Joseph 57' | (0:0) | 53' Stevens       | ABFA Technical Center, Pigotts (Antigua i Barbuda) Sędzia: Odette Hamilton |

| 10 września 2024 | Dominikana               | 2:0   | Dominika |                                                                             |
| 17:00 CEST       | Vásquez 11' · Romero 25' | (2:0) |          | ABFA Technical Center, Pigotts (Antigua i Barbuda) Sędzia: Okeito Nicholson |

| 10 września 2024 | Antigua i Barbuda | 0:1   | Bermudy      |                                                                            |
| 22:00 CEST       |                   | (0:0) | 56' Crichlow | ABFA Technical Center, Pigotts (Antigua i Barbuda) Sędzia: Tristley Bassue |

| 12 października 2024 | Antigua i Barbuda | 0:5   | Dominikana                                                    |                                                                       |
| 19:30 CEST           |                   | (0:3) | 11' García · 13' Romero · 39' Vásquez · 88', 90+2' (k.) Firpo | Stadion Narodowy, Devonshire Parish (Bermudy) Sędzia: Steven Madrigal |

| 13 października 2024 | Dominika   | 1:6   | Bermudy                                               |                                                                      |
| 00:30 CEST           | Joseph 61' | (0:3) | 9', 18', 26' Wells · 49' Lewis · 85' Scott · 90' Bean | Stadion Narodowy, Devonshire Parish (Bermudy) Sędzia: Fernando Morón |

| 15 października 2024 | Dominikana                                                               | 5:0   | Antigua i Barbuda |                                                                         |
| 19:30 CEST           | de Lucas 14' · Mörschel 35' · Romero 45+1' (k.) · Firpo 52' · García 75' | (3:0) |                   | Stadion Narodowy, Devonshire Parish (Bermudy) Sędzia: Cristopher Corado |

| 15 października 2024 | Bermudy                                 | 3:2   | Dominika                     |                                                                    |
| 01:30 CEST           | Bredas 37' (sam.) · Hall 45' · Bean 67' | (2:0) | 50' Jules · 59' (k.) Laville | Stadion Narodowy, Devonshire Parish (Bermudy) Sędzia: Josué Ugalde |

| 16 listopada 2024 | Bermudy                 | 2:1   | Antigua i Barbuda |                                                                              |
| 21:00 CET         | Crichlow 8' · Lambe 48' | (1:0) | 69' Massicot      | Estadio Cibao, Santiago de los Caballeros (Dominikana) Sędzia: Timothy Derry |

| 17 listopada 2024 | Dominika   | 1:6   | Dominikana                                                       |                                                                               |
| 00:00 CET         | Joseph 30' | (1:2) | 13', 65' Romero · 37', 49' Mörschel · 68' Mata · 90+5' (k.) Japa | Estadio Cibao, Santiago de los Caballeros (Dominikana) Sędzia: Nelson Salgado |

| 19 listopada 2024 | Antigua i Barbuda | 0:0   | Dominika |                                                                              |
| 21:00 CET         |                   | (0:0) |          | Estadio Cibao, Santiago de los Caballeros (Dominikana) Sędzia: Timothy Derry |

| 20 listopada 2024 | Dominikana                                                   | 6:1   | Bermudy                |                                                                             |
| 00:00 CET         | Romero 33', 69', 90', 90+4' · J. C. López 75' · Mörschel 87' | (1:1) | 45+2' Parfitt-Williams | Estadio Cibao, Santiago de los Caballeros (Dominikana) Sędzia: Josué Ugalde |

### Klasyfikacja drużyn z drugich miejsc
| Lp. | Drużyna                   | M | Mecze | Mecze | Mecze | Bramki | Bramki | Bramki | Pkt |
| Lp. | Drużyna                   | M | W     | R     | P     | +      | −      | +/−    | Pkt |
| --- | ------------------------- | - | ----- | ----- | ----- | ------ | ------ | ------ | --- |
| A.  | Saint Vincent i Grenadyny | 6 | 4     | 1     | 1     | 12     | 7      | +5     | 13  |
| D.  | Bermudy                   | 6 | 4     | 0     | 2     | 15     | 13     | +2     | 12  |
| C.  | Portoryko                 | 6 | 3     | 0     | 3     | 11     | 12     | −1     | 9   |
| B.  | Saint Lucia               | 6 | 3     | 0     | 3     | 7      | 15     | −8     | 9   |

## Dywizja C

### Grupa A
| Lp. | Drużyna                              | M | Mecze | Mecze | Mecze | Bramki | Bramki | Bramki | Pkt |
| Lp. | Drużyna                              | M | W     | R     | P     | +      | −      | +/−    | Pkt |
| --- | ------------------------------------ | - | ----- | ----- | ----- | ------ | ------ | ------ | --- |
| 1.  | Barbados                             | 4 | 4     | 0     | 0     | 17     | 4      | +13    | 12  |
| 2.  | Bahamy                               | 4 | 1     | 1     | 2     | 10     | 13     | −3     | 4   |
| 3.  | Wyspy Dziewicze Stanów Zjednoczonych | 4 | 0     | 1     | 3     | 4      | 14     | −10    | 1   |

| 4 września 2024 | Wyspy Dziewicze Stanów Zjednoczonych          | 3:3   | Bahamy                                        | |
| 22:00 CEST      | Henry 27' · Joseph 77' · Catone-Highfield 86' | (1:2) | 2' (k.) St. Fleur · 37' Julmis · 58' Adderley | Bethlehem Soccer Stadium, Saint Croix (Wyspy Dziewicze Stanów Zjednoczonych) Sędzia: Jefferson Escobar |

| 7 września 2024 | Bahamy            | 2:3   | Barbados                                             | |
| 22:00 CEST      | Adderley 42', 66' | (1:1) | 10' Z. Applewhite · 80' Taylor · 82' An. Applewhaite | Bethlehem Soccer Stadium, Saint Croix (Wyspy Dziewicze Stanów Zjednoczonych) Sędzia: Shavin Greene |

| 10 września 2024 | Barbados                              | 3:0   | Wyspy Dziewicze Stanów Zjednoczonych | |
| 22:00 CEST       | Hinkson 15' · Reid-Stephen 86', 90+3' | (1:0) |                                      | Bethlehem Soccer Stadium, Saint Croix (Wyspy Dziewicze Stanów Zjednoczonych) Sędzia: Sergio Rozenhout |

| 10 października 2024 | Wyspy Dziewicze Stanów Zjednoczonych | 0:5   | Barbados                                                         |                                                            |
| 02:00 CEST           |                                      | (0:3) | 42' Holligan · 45+2' (k.), 47', 65' Reid-Stephen · 90+2' Leacock | Wildey Turf, Bridgetown (Barbados) Sędzia: José Valladares |

| 13 października 2024 | Bahamy                       | 3:1   | Wyspy Dziewicze Stanów Zjednoczonych |                                                            |
| 02:00 CEST           | Adderley 13', 23' · Bain 30' | (3:0) | 69' Edgar                            | Wildey Turf, Bridgetown (Barbados) Sędzia: Benjamin Whitty |

| 16 października 2024 | Barbados                                                                       | 6:2   | Bahamy                              |                                                            |
| 02:00 CEST           | An. Applewhaite 8', 52' · Reid-Stephen 14' (k.) · Hoyte 26', 64' · Leacock 47' | (3:2) | 6' Adderley · 43' (sam.) Brathwaite | Wildey Turf, Bridgetown (Barbados) Sędzia: Micheal Akangou |

### Grupa B
| Lp. | Drużyna        | M | Mecze | Mecze | Mecze | Bramki | Bramki | Bramki | Pkt |
| Lp. | Drużyna        | M | W     | R     | P     | +      | −      | +/−    | Pkt |
| --- | -------------- | - | ----- | ----- | ----- | ------ | ------ | ------ | --- |
| 1.  | Belize         | 4 | 4     | 0     | 0     | 9      | 0      | +9     | 12  |
| 3.  | Anguilla       | 4 | 1     | 0     | 3     | 3      | 4      | −1     | 3   |
| 2.  | Turks i Caicos | 4 | 1     | 0     | 3     | 2      | 10     | −8     | 3   |

| 4 września 2024 | Anguilla                   | 2:0   | Turks i Caicos |                                                                              |
| 21:00 CEST      | Hughes 57' · Carpenter 74' | (0:0) |                | TCIFA National Academy, Providenciales (Turks i Caicos) Sędzia: José Fuentes |

| 7 września 2024 | Turks i Caicos | 0:4   | Belize                                         |                                                                              |
| 21:00 CEST      |                | (0:2) | 12' Velasquez · 43', 73' Polanco · 66' Palacio | TCIFA National Academy, Providenciales (Turks i Caicos) Sędzia: Cleon Culley |

| 10 września 2024 | Belize      | 1:0   | Anguilla |                                                                               |
| 21:00 CEST       | Polanco 27' | (1:0) |          | TCIFA National Academy, Providenciales (Turks i Caicos) Sędzia: Steffon Dewar |

| 10 października 2024 | Anguilla | 0:1   | Belize        |                                                   |
| 04:00 CEST           |          | (0:0) | 56' Velasquez | FFB Stadium, Belmopan (Belize) Sędzia: Ray Torres |

| 13 października 2024 | Turks i Caicos                | 2:1   | Anguilla      |                                                          |
| 04:00 CEST           | Martin 3' · Jerome 90+5' (k.) | (1:0) | 59' Carpenter | FFB Stadium, Belmopan (Belize) Sędzia: Ekaterina Korolev |

| 16 października 2024 | Belize                                  | 3:0   | Turks i Caicos |                                                     |
| 04:00 CEST           | Polanco 28' · Hernández 40' · Lopez 57' | (2:0) |                | FFB Stadium, Belmopan (Belize) Sędzia: Victor Rivas |

### Grupa C
| Lp. | Drużyna                    | M | Mecze | Mecze | Mecze | Bramki | Bramki | Bramki | Pkt |
| Lp. | Drużyna                    | M | W     | R     | P     | +      | −      | +/−    | Pkt |
| --- | -------------------------- | - | ----- | ----- | ----- | ------ | ------ | ------ | --- |
| 1.  | Saint Kitts i Nevis        | 4 | 3     | 1     | 0     | 10     | 3      | +7     | 10  |
| 2.  | Kajmany                    | 4 | 2     | 1     | 1     | 4      | 5      | −1     | 7   |
| 3.  | Brytyjskie Wyspy Dziewicze | 4 | 0     | 0     | 4     | 1      | 7      | −6     | 0   |

| 4 września 2024 | Brytyjskie Wyspy Dziewicze | 0:1   | Kajmany     |                                                                      |
| 22:30 CEST      |                            | (0:0) | 84' Seymour | Truman Bodden Stadium, George Town (Kajmany) Sędzia: Jonathan Leiton |

| 7 września 2024 | Kajmany   | 1:4   | Saint Kitts i Nevis                          |                                                                   |
| 22:30 CEST      | Duval 51' | (0:3) | 10' Rogers · 19', 37' Williams · 72' Stephen | Truman Bodden Stadium, George Town (Kajmany) Sędzia: Moeth Gaymes |

| 10 września 2024 | Saint Kitts i Nevis | 2:0   | Brytyjskie Wyspy Dziewicze |                                                                    |
| 22:30 CEST       | Williams 11', 64'   | (1:0) |                            | Truman Bodden Stadium, George Town (Kajmany) Sędzia: Andrew Samuel |

| 9 października 2024 | Brytyjskie Wyspy Dziewicze | 1:3   | Saint Kitts i Nevis                              |                                                                                      |
| 21:30 CEST          | Javier 46'                 | (0:2) | 25' Roberts · 37' Amory · 95' (sam.) I. Williams | Warner Park Sporting Complex, Basseterre (Saint Kitts i Nevis) Sędzia: Vimarest Díaz |

| 12 października 2024 | Kajmany     | 1:0   | Brytyjskie Wyspy Dziewicze |                                                                                         |
| 21:30 CEST           | Douglas 69' | (0:0) |                            | Warner Park Sporting Complex, Basseterre (Saint Kitts i Nevis) Sędzia: Ricangel De Leça |

| 15 października 2024 | Saint Kitts i Nevis   | 1:1   | Kajmany   |                                                                                      |
| 21:30 CEST           | Campbell 90+9' (sam.) | (0:0) | 61' Scott | Warner Park Sporting Complex, Basseterre (Saint Kitts i Nevis) Sędzia: Shekiel Jokil |

### Klasyfikacja drużyn z drugich miejsc
| Lp. | Drużyna  | M | Mecze | Mecze | Mecze | Bramki | Bramki | Bramki | Pkt |
| Lp. | Drużyna  | M | W     | R     | P     | +      | −      | +/−    | Pkt |
| --- | -------- | - | ----- | ----- | ----- | ------ | ------ | ------ | --- |
| C.  | Kajmany  | 4 | 2     | 1     | 1     | 4      | 5      | −1     | 7   |
| A.  | Bahamy   | 4 | 1     | 1     | 2     | 10     | 13     | −3     | 4   |
| B.  | Anguilla | 4 | 1     | 0     | 3     | 3      | 4      | −1     | 3   |

## Baraże o udział w eliminacjach do Złotego Pucharu CONCACAF 2025
W tej rundzie wezmą udział drużyny, które zajęły piąte i szóste miejsca w swoich grupach w dywizji A oraz zwyciezcy swoich grup oraz najlepsza drużyna z drugich miejsc w dywizji C. Zespoły z dywizji A zostaną sklasyfikowane w tabeli w kolejności: piąty zespół grupy z lepszym bilansem, piąty zespół  grupy z gorszym bilansem, szósty zespół grupy z lepszym bilansem oraz szósty zespół grupy z gorszym bilansem. Z koeli klasyfikacja drużyn z dywizji C prezentuje się następująco: zwycięzca grupy z najlepszym bilansem, zwycięzca grupy z pośrednim bilansem, zwycięzca grupy z najgorszym bilansem oraz najlepszy drugi zespół z wszystkich grup. Na podstawie powyższych tabel utworzono pary meczowe. Pierwszy zespół klasyfikacji dywizji A gra z czwartym zespołem klasyfikacji dywizji C, drugi z trzecim, trzeci z drugim i czwarty z pierwszym 
Zwycięzcy dwumeczów awansują do eliminacji do Złotego Pucharu CONCACAF 2025.
| Mjs. | Drużyna          | Gr. | Pkt. | +/- | + |
| ---- | ---------------- | --- | ---- | --- | - |
| 1.   | Gwadelupa        | A   | 4    | -3  | 1 |
| 2.   | Kuba             | B   | 3    | -2  | 4 |
| 3.   | Gujana Francuska | B   | 1    | -3  | 4 |
| 4.   | Gujana           | A   | 1    | -8  | 5 |

| Mjs. | Drużyna             | Gr. | Pkt. | +/- | +  |
| ---- | ------------------- | --- | ---- | --- | -- |
| 1.   | Barbados            | A   | 12   | +9  | 17 |
| 2.   | Belize              | B   | 12   | +9  | 9  |
| 3.   | Saint Kitts i Nevis | C   | 10   | +7  | 10 |
| 4.   | Kajmany             | C   | 7    | -1  | 4  |

Mecze
| 15 listopada 2024 21:00 CET | Kajmany | 0:6(0:3)Raport | Gwadelupa · 12' Mirval · 37' Leborgne · 41' Plumain · 64' Tillé · 71' Mixtur · 90' (sam.) Owens | Truman Bodden Stadium, George Town Sędzia: Adonai Escobedo |
|                             |         |                |                                                                                                 |                                                            |

| 19 listopada 2024 23:00 CET | Gwadelupa · Tillé 88' | 1:0(0:0)Raport | Kajmany | Stade Roger Zami, Le Gosier Sędzia: Ismael Cornejo |
|                             |                       |                |         |                                                    |

- Gwadelupa wygrała w dwumeczu 7−0 i awansowała do  eliminacji do Złotego Pucharu CONCACAF 2025.

| 15 listopada 2024 00:00 CET | Saint Kitts i Nevis · Sawyers 8' · Burley 48' | 2:1(1:1)Raport | Kuba · 40' Paradela | SKNFA Technical Center, Basseterre Sędzia: Tori Penso |
|                             |                                               |                |                     |                                                       |

| 18 listopada 2024 20:00 CET | Kuba · Hernández 40' · Piedra 45+3' · Paradela 50' · Reyes 87' (k.) | 4:0(2:0)Raport | Saint Kitts i Nevis | Estadio Antonio Maceo, Santiago de Cuba Sędzia: Iván Barton |
|                             |                                                                     |                |                     |                                                             |

- Kuba wygrała w dwumeczu 5−2 i awansowała do  eliminacji do Złotego Pucharu CONCACAF 2025.

| 15 listopada 2024 02:00 CET | Belize · Bernárdez 67' (k.) · Martínez 75' | 2:1(0:0)Raport | Gujana Francuska · 90+3' Torvic | FFB Stadium, Belmopan Sędzia: Keylor Herrera |
|                             |                                            |                |                                 |                                              |

| 20 listopada 2024 00:00 CET | Gujana Francuska · Nozile 48' · Haabo 89' (k.) | 2:2(0:1)Raport | Belize · 40' Lopez · 52' Bernárdez | Dr. Ir. Franklin Essed Stadion, Paramaribo (Surinam) Sędzia: Marco Ortiz |
|                             |                                                |                |                                    |                                                                          |

- Belize wygrało w dwumeczu 4−3 i awansowało do  eliminacji do Złotego Pucharu CONCACAF 2025.

| 16 listopada 2024 00:00 CET | Barbados · Reid-Stephen 17' | 1:4(1:1)Raport | Gujana · 26', 59' Glasgow · 60' De Rosario · 90+2' George | Barbados FA Technical Center, Bridgetown Sędzia: Odette Hamilton |
|                             |                             |                |                                                           |                                                                  |

| 20 listopada 2024 00:00 CET | Gujana · De Rosario 27', 41', 45+2' · Glasgow 57' · Brathwaite 90+5' (sam.) | 5:3(3:0)Raport | Barbados · 49', 67' Gale · 63' Reid-Stephen | Synthetic Track and Field Facility, Leonora Sędzia: Selvin Brown |
|                             |                                                                             |                |                                             |                                                                  |

- Gujana wygrała w dwumeczu 9−4 i awansowała do  eliminacji do Złotego Pucharu CONCACAF 2025.

## Strzelcy
W nawiasie podano dywizję, w której dany zawodnik gra.

### 10 goli
- Dorny Romero (B)

### 9 goli
- Duckens Nazon (B)

### 8 goli
- Niall Reid-Stephen (C)

### 7 goli
- Frantzdy Pierrot (B)

### 6 goli
- Brandon Adderley (C)

### 5 goli
- Juninho Bacuna (B)
- Heinz Mörschel (B)
- Raúl Jiménez (A)

### 4 gole
- Jordy Polanco (C)
- Jearl Margaritha (B)
- Osaze De Rosario (A)
- Omari Glasgow (A)
- Keelan Lebon (B)
- Tiquanny Williams (C)
- Diel Spring (B)

### 3 gole
- Andre Applewhaite (C)
- Kane Crichlow (B)
- Nahki Wells (B)
- Travist Joseph (B)
- Junior Firpo (B)
- Ronaldo Vásquez (B)
- Jules Haabo (A)
- Louicius Don Deedson (B)
- Christopher Attys (B)
- Caniggia Elva (B)

### 2 gole
- Lamar Carpenter(C)
- Rovien Ostiana (B)
- Sheran Hoyte (C)
- Thierry Gale (C)
- Omani Leacock (C)
- Carlos Bernárdez (C)
- Krisean Lopez (C)
- Orlando Velasquez (C)
- Jai Bean (B)
- Reggie Lambe (B)
- Gervane Kastaneer (B)
- César García (B)
- Lucas Akins (B)
- Regan Charles-Cook (B)
- Isaiah Jones (A)
- Jordan Leborgne (A)
- Vikash Tillé (A)
- Óscar Santis (A)
- Mikaël Cantave (B)
- Danley Jean Jacques (B)
- Luis Palma (A)
- David Ruíz (A)
- Demarai Gray (A)
- Jonathan David (A)
- Jacob Shaffelburg (A)
- Francisco Calvo (A)
- Warren Madrigal (A)
- Luis Paradela (A)
- Brighton Labeau (A)
- Henry Martín (A)
- Widman Talavera (A)
- Alec Díaz (B)
- Gerald Díaz (B)
- Ricardo Rivera (B)
- Shakeem Adams (B)
- Steven Pierre (B)
- Emerson Mauricio (B)
- Styven Vásquez (B)
- Chovanie Amatkarijo (B)
- Sheraldo Becker (A)
- Virgil Misidjan (A)
- Ricardo Pepi (A)
- Joevin Jones (A)

### 1 gol
- Germain Hughes (C)
- Daryl Massicot (B)
- Javorn Stevens (B)
- Javier Jiménez (B)
- Jayden Kruydenhof (B)
- Tyron Perret Gentil (B)
- Omari Bain (C)
- Wood Julmis (C)
- Lesly St. Fleur (C)
- Zachary Applewhite (C)
- Carl Hinkson (C)
- Hadan Holligan (C)
- Ethan Taylor (C)
- Moisés Hernández (C)
- Eugene Martínez (C)
- Michael Palacio (C)
- Kole Hall (B)
- Zeiko Lewis (B)
- Djair Parfitt-Williams (B)
- Knory Scott (B)
- Ayrton Cicilia (B)
- Quincy Hoeve (B)
- Jort van der Sande (B)
- Kristian Javier (C)
- Leandro Bacuna (B)
- Joshua Brenet (B)
- Gervane Kastaneer (B)
- Joshua Zimmerman (B)
- Chad Bertrand (B)
- Troy Jules (B)
- Audel Laville (B)
- Erick Japa (B)
- Jean Carlos López (B)
- Luiyi de Lucas (B)
- Rafael Mata (B)
- Jermaine Francis (B)
- Myles Hippolyte (B)
- Trevon Williams (B)
- Stephen Duke-McKenna (A)
- Enoch George (A)
- Omari Glasgow (A)
- Jalen Jones (A)
- Ludovic Baal (A)
- Raphaël Galas (A)
- Yvelin Nozile (A)
- Thomas Torvic (A)
- Raphaël Mirval (A)
- Kenny Mixtur (A)
- Ange-Freddy Plumain (A)
- Oscar Castellanos (A)
- José Carlos Martínez (A)
- José Carlos Pinto (A)
- Rubio Rubín (A)
- Duke Lacroix (B)
- Fafà Picault (B)
- Mondy Prunier (B)
- Kervin Arriaga (A)
- Jorge Benguché (A)
- Deybi Flores (A)
- Alexander López (A)
- Anthony Lozano (A)
- Edwin Rodríguez (A)
- Michail Antonio (A)
- Romario Williams (A)
- Dimetri Douglas (C)
- Mason Duval (C)
- Zachary Scott (C)
- Elijah Seymour (C)
- Junior Hoilett (A)
- Tani Oluwaseyi (A)
- Josimar Alcócer (A)
- Alejandro Bran (A)
- Ariel Lassiter (A)
- Alonso Martínez (A)
- Kenneth Vargas (A)
- Aniel Casanova (A)
- Karel Espino (A)
- Onel Hernández (A)
- Yasniel Matos (A)
- Yosel Piedra (A)
- Maikel Reyes (A)
- Rey Ángel Rodríguez (A)
- Kévin Appin (A)
- Rudy Varane (A)
- Jorge Sánchez (A)
- Brandon Barzey (B)
- Donervon Daniels (B)
- Lyle Taylor (B)
- Juan Barrera (A)
- Marvin Fletes (A)
- Jaime Moreno (A)
- César Blackman (A)
- Adalberto Carrasquilla (A)
- José Fajardo (A)
- José Luis Rodríguez (A)
- Cecilio Waterman (A)
- Leandro Antonetti (B)
- Noeh Hernandez (B)
- Darren Ríos (B)
- Jaden Servania (B)
- Rodolfo Sulia (B)
- Pierre-Bertrand Arne (B)
- Sacha Barakat (B)
- Rahim Denis (B)
- Axel Raga (B)
- G'Vaune Amory (C)
- Andre Burley (C)
- Malique Roberts (C)
- Kimaree Rogers (C)
- Romaine Sawyers (C)
- Dionis Stephen (C)
- Donavan Baptiste (B)
- Ryan Charles (B)
- Chris Forino-Joseph (B)
- Arkell Jude-Boyd (B)
- Kyle Edwards (B)
- Brandon John (B)
- Cornelius Stewart (B)
- Tereso Benítez (B)
- Francis Castillo (B)
- Rudy Clavel (B)
- Bryan Landaverde (B)
- Santos Ortiz (B)
- Kevin Santamaría (B)
- Rafael Tejada (B)
- Quintón Christina (B)
- T-Shawn Illidge (B)
- Imar Kort (B)
- Gerwin Lake (B)
- Ronan Olivacce (B)
- Patrick Agyemang (A)
- Christian Pulisic (A)
- Timothy Weah (A)
- Denzel Jubitana (A)
- Ridgeciano Haps (A)
- Djevencio van der Kust (A)
- Jaden Montnor (A)
- Gleofilo Vlijter (A)
- Sheldon Bateau (A)
- Dantaye Gilbert (A)
- Real Gill (A)
- Ledson Jerome (C)
- Emmanuel Martin (C)
- Gabriel Catone-Highfield (C)
- Hasani Edgar (C)
- Naqwan Henry (C)
- Rakeem Joseph (C)

### 2 gole samobójcze
- Nicoli Brathwaite (dla Bahamów oraz Gujany) (C)

### 1 gol samobójczy
- Quincy Hoeve (dla Salwadoru) (B)
- Ikyjah Williams (dla Saint Kitts i Nevis) (C)
- Marcus Bredas (dla Bermudów) (B)
- Denil Maldonado (dla Jamajki) (A)
- Di’Shon Bernard (dla Stanów Zjednoczonych) (A)
- Joshwa Campbell (dla Saint Kitts i Nevis) (C)
- Dominic Owens (dla Gwadelupy) (C)
- Josué Quijano (dla Jamajki) (A)
- Jamol Yorke (dla Bonaire) (B)